# Debout les paras
Debout les paras est le magazine trimestriel en langue française de l'Union nationale des parachutistes, association française des parachutistes.
C'est la lettre d'information écrite des membres de l'association et sa ligne éditoriale est orientée vers la défense des parachutistes et anciens parachutistes. Ses points de vue sont ceux de la communauté parachutiste et relatent les différentes commémorations et réunions qui ont lieu chaque année. Des articles sur l'histoire militaire sont également intégrés à la revue.
Le tirage de la revue est, en 2014, de 11 000 exemplaires et elle fait 48 pages.

## Historique
La revue fut créée en mai 1964 sur une idée du colonel Buchoud. L’idée du titre vient du commandement bien connu, juste avant le saut, mais aussi de cette phrase du général Pierre Boyer de Latour du Moulin, ancien Commandant en Chef en Indochine : « Un jour, la France se réveillera et, au jour béni de la résurrection, nous, vos chefs, nous vous crierons « Debout les paras », le pays a besoin de vous. En attendant, rassemblez-vous dans vos amicales, soyez fiers de votre passé, soyez confiants dans l’avenir. »
Le premier exemplaire, ou numéro 0, fut imprimé par l'imprimerie des Tuileries ; les numéros 1 et 2, par l'imprimerie Pax ; les numéros suivants par l'imprimerie Bélinoise à Belin.

## Autre
Debout les paras est aussi le titre d'une chanson de parachutistes.